# 大坪滋
大坪 滋（おおつぼ しげる、1958年 - ）は、日本の経済学者。専門は国際開発経済学。名古屋大学大学院国際開発研究科教授。元インドネシア国家開発計画庁経済政策アドバイザー。世界銀行東京事務所アドバイザー。国際開発学会賞特別賞等受賞。

## 人物・経歴
1982年創価大学経済学部経済学科卒業。1983年スタンフォード大学経済学部教育助手・研究助手。1988年スタンフォード大学大学院経済学研究科/オペレーションズ・リサーチ学研究科修了、Ph.D. in Economics and Operations Research（経済学及びオペレーションズ・リサーチ学博士）。
1988年スタンフォード大学経済学部講師、国際連合国際経済社会問題局経済調査官。1993年世界銀行開発経済国際経済局エコノミスト。1996年名古屋大学大学院国際開発研究科助教授。1997年経済企画庁経済研究所客員研究員、経済審議会特別委員。2000年インドネシア国家開発計画庁経済政策アドバイザー（JICA長期派遣専門家）。
2001年名古屋大学大学院国際開発研究科教授。2003年外務省国別援助計画策定（インドネシア）グループ特命アドバイザー（インドネシア政府訪問開発協力協議）。2005年愛知県愛知2025ビジョン策定審議会アドバイザー。
2006年日本-エジプト開発フォーラムアドバイザー/調査委員。2010年世界銀行東京事務所アドバイザー／コンサルタント。同年国際開発学会賞特別賞受賞。2011年国際開発学会理事。2012年JICA研究所客員研究員。2021年Bulletin of Indonesian Economic Studies Editor's Choice Award for 2020受賞。2024年定年退職。

## 編集
- 『グローバリゼーションと開発』勁草書房 2009年
- 『国際開発学入門 : 開発学の学際的構築』（木村宏恒, 伊東早苗と共編）勁草書房 2009年
- "Globalization and Development Volume I: Leading issues in development with globalization" Routledge 2016年
- "Globalization and Development Volume II: Country experiences" Routledge 2016年
- "Globalization and Development Volume III: In search of a new development paradigm" Routledge 2016年

## 翻訳
- ジェラルド・M・マイヤー編著『国際開発経済学入門』（松永宣明と共訳）勁草書房 1999年